# 8 Марта (городская администрация Риддера)
8 Марта (каз. Сегізінші Март) — упразднённое село в Восточно-Казахстанской области Казахстана. Входило в состав городской администрации Риддера. Входило в состав Пригородного сельского округа. Код КАТО — 632433628. Ликвидировано в 2009 г.

## Население
В 1999 году население села составляло 14 человек (8 мужчин и 6 женщин). По данным переписи 2009 года, в селе проживало 17 человек (12 мужчин и 5 женщин).